# 180P/NEAT
La comète NEAT 3, officiellement 180P/NEAT, est une comète périodique du système solaire, découverte le 6 décembre 2001 par le programme NEAT.